# Yoakemae-no-yoakemae
『yoakemae-no-yoakemae』（よあけまえのよあけまえ）は、Base Ball Bearの1枚目のライブ会場限定シングル。2011年4月から7月にかけてリリースしていた。

## 解説
- 2011年に行われたツアー「Base Ball Bear 10th Anniversary 『SAYONARA-NOSTALGIA TOUR』」にて販売された。
- 当初、ツアーは2011年3月17日の下北沢GARAGE公演を皮切りに行われ、収録曲もこのライブで録音される予定だった[1][2]。しかし、同年3月11日に発生した東日本大震災の影響でツアーは同4月7日の清水JAMJAMJAM公演から行われることとなり、録音もこの会場で行われた。シングル「yoakemae」に収録されたツアーのドキュメント映像「僕の目(仮)前編」には清水でのライブ終了後にプレス作業を大至急で行うスタッフの姿が収められている。
- 特典として「どうせだったらシールにしちゃおうぜ! 25作品ジャケット・ステッカーシート」が封入された。これはBase Ball Bearが今までリリースした作品のジャケットがステッカーとなっている。

## 収録曲
1. yoakemae（live ver.）
2. changes（live ver.）

## その他
- このシングル及び「yoakemae」についている応募券を合わせて2枚集めて応募すると「ベースボールベアーの帰ってきた!ベースボールバラエティー」というDVDがプレゼントされていた。
- このDVDでは各メンバーが様々な企画に挑戦している。
  - 小出祐介は、マネージャーが小出の小学校時代のエピソードを元に初恋の女性を探す企画を行った。が、結局見つからずお詫びとしてマネージャーがバンジージャンプをした。
  - 関根史織は「得意なものを探す」べく、EMIミュージック・ジャパン本社(当時)にて色々なゲームをしたり、ゲームセンターで様々なゲームに挑戦したりした。
  - 湯浅将平はセリフなどを一切言わず川でひたすら河童に扮しつづけた。
  - 堀之内大介はサッカー経験のあるマネージャーとPK対決をした。